# 篠崎弘之
篠崎 弘之（しのざき ひろゆき、1978年〈昭和53年〉 - ）は、栃木県宇都宮市出身の建築家。篠崎弘之建築設計事務所主宰。東京建築士会住宅建築賞など受賞。

## 経歴
- 1978年： 栃木県宇都宮市生まれ
- 2000年： 京都工芸繊維大学造形工学科卒業
- 2002年： 東京藝術大学大学院美術研究科建築学専攻修士課程修了
- 2002-2009年： 伊東豊雄建築設計事務所勤務
- 2009年： 篠崎弘之建築設計事務所設立

## 主な作品
- 2011年 - テーブルハット
- 2012年 - House M
- 2012年 - House T
- 2012年 - House H
- 2012年 - House Y

## 受賞
- 2000年 - 建築学生 設計大賞 最優秀賞受賞
- 2000年 - 新建築住宅設計競技「ファイナルハウス」佳作受賞
- 2002年 - 東村立新富弘美術館国際設計競技 入選
- 2009年 - 群馬県農業技術センター整備事業 設計提案競技 入選
- 2010年 - 台湾 中興新村高等研究園区 設計提案競技 1等
- 2010年 - 横浜市脱温暖化モデル住宅推進事業 優秀賞
- 2012年 - JCD Design Award 2012 入選
- 2013年 - 住まいの環境デザイン・アワード 東京ガス賞
- 2013年 - World Architecture Community Awards 13th Winners
- 2013年 - 東京建築士会住宅建築賞